# Turf (hípica)
El turf es un término común en diversos países americanos para designar a las carreras de caballos en las que el público puede apostar. Debido a que las carreras de caballos tuvieron su origen en las campiñas de Inglaterra, recibieron el nombre popular de turf («césped», en inglés).
El formato de las carreras de caballos es muy variado y muchos países han desarrollado sus propias tradiciones en torno a este deporte. Las variaciones incluyen restringir las carreras a determinadas razas, correr sobre obstáculos, correr distancias diferentes, correr en diferentes superficies de pistas y correr con diferentes andaduras. En algunas carreras, a los caballos se les asignan diferentes pesos para reflejar las diferencias en sus habilidades, un proceso conocido como hándicap.
Aunque a veces los caballos corren puramente por deporte, una parte importante del interés y la importancia económica de las carreras de caballos radica en las apuestas asociadas a ellas, una actividad que en 2019 generó un mercado mundial valorado en unos 115 mil millones de dólares. 

## Historia

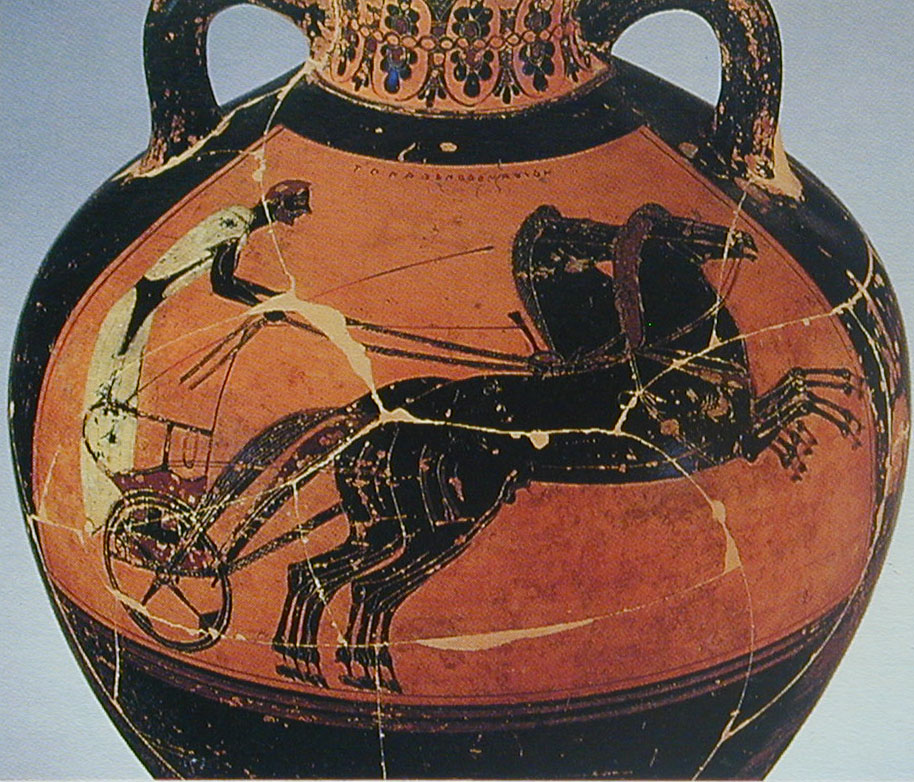
Carrera en la Antigua Grecia, hacia 550-540 a. C.

El origen de las carreras asciende a la más remota antigüedad. Fueron el objeto principal de las fiestas de Grecia y cantadas por sus poetas. La fábula de los centauros parece probar que ciertos pueblos de este país, particularmente los tesábanos, habían adquirido desde muy temprano una gran habilidad en el arte de la equitación. Varios pasajes de Homero, de Píndaro y de Sófocles, atestiguan que las carreras de caballos estaban ya muy en boga cuando fueron introducidas en los Juegos Olímpicos, hacia la olimpiada 85. De la Grecia pasó el gusto de estos ejercicios a los romanos quienes los hicieron entrar en sus festejos públicos. La carrera consistía en dar siete veces la vuelta al circo; los caballos iban atados a carros ligeros y encontraban en cierto paraje del tránsito límites colocados de tal manera, que sin una destreza infinita de parte del conductor, el carro podía hacerse pedazos. Muchas veces se inmolaba al dios Ares el caballo vencedor, y su propietario recibía en cambio otros caballos, coronas de oro, de plata, vestidos.
Las brillantes luchas del hipódromo en Roma, fueron trasladadas a las orillas del Bósforo pero la importancia que algunos emperadores dieron con frecuencia a esta institución, fue tal vez una de las causas que contribuyeron a la caída del imperio romano. Durante la Edad Media las carreras de caballos cayeron en un profundo olvido; no reaparecieron en parte sino para la época de los torneos y de las fiestas caballerescas, de las que tanto tiempo se mostró tan pródiga la Europa medieval.
La Sociedad para el Fomento de la Cría del Caballo fue la razón por la que se introdujeron las carreras de caballos en España. La primera carrera tuvo lugar en la Alameda de Osuna.
En nuestros días a los ingleses se les debe la resurrección de las carreras, pero bajo un punto de vista diferente al de las antiguas. Esos juegos no eran más que un medio de desarrollar el valor, la fuerza, la destreza, y la agilidad de los luchadores y de los guerreros; para los modernos se considera como un medio de mejorar la especie caballar así como un medio de diversión.
En Gran Bretaña, las carreras de caballos se consolidaron en el siglo XVIII. Su popularidad continuó creciendo a lo largo del XVIII y más allá. El rey Carlos II (que reinó de 1649 a 1685) era un ávido deportista que dio protagonismo al hipódromo de carreras de Newmarket. Hacia 1750 se formó el Jockey Club para controlar las carreras de Newmarket, establecer las reglas del juego, evitar la deshonestidad y lograr la igualdad de condiciones. El Derby de Epsom comenzó en 1780. Las cinco carreras clásicas comenzaron con el St Leger Stakes en 1776. El sistema se completó en 1814 con cinco carreras anuales. Newmarket y el Jockey Club establecieron las normas, pero la mayor parte de las carreras se celebraron por pequeños premios en metálico y un enorme prestigio local en los campos de los terratenientes y en las ciudades emergentes. El sistema de apuestas era esencial para la financiación y el crecimiento del sector, y participaban todas las clases, desde los pobres hasta la realeza. La alta sociedad tenía el control, y se esforzaba especialmente por mantener a la chusma fuera y al elemento criminal alejado de las apuestas. Con el dinero real en juego, el sistema necesitaba jockeys, entrenadores, mozos de cuadra y expertos en la cría de caballos, abriendo así nuevas carreras de prestigio para los hombres de la clase trabajadora rural. Todos los jóvenes mozos de cuadra ambiciosos podían soñar con llegar a lo más alto.
Las carreras de caballos son uno de los pocos deportes que continuaron durante la crisis de 2020 COVID-19, siendo Australia y Hong Kong las dos principales jurisdicciones de carreras que continuaron, aunque sin multitudes. Los Estados Unidos, el Reino Unido y Francia fueron algunos de los organismos de carreras más destacados que pospusieron o cancelaron todos los eventos.

## Caballos

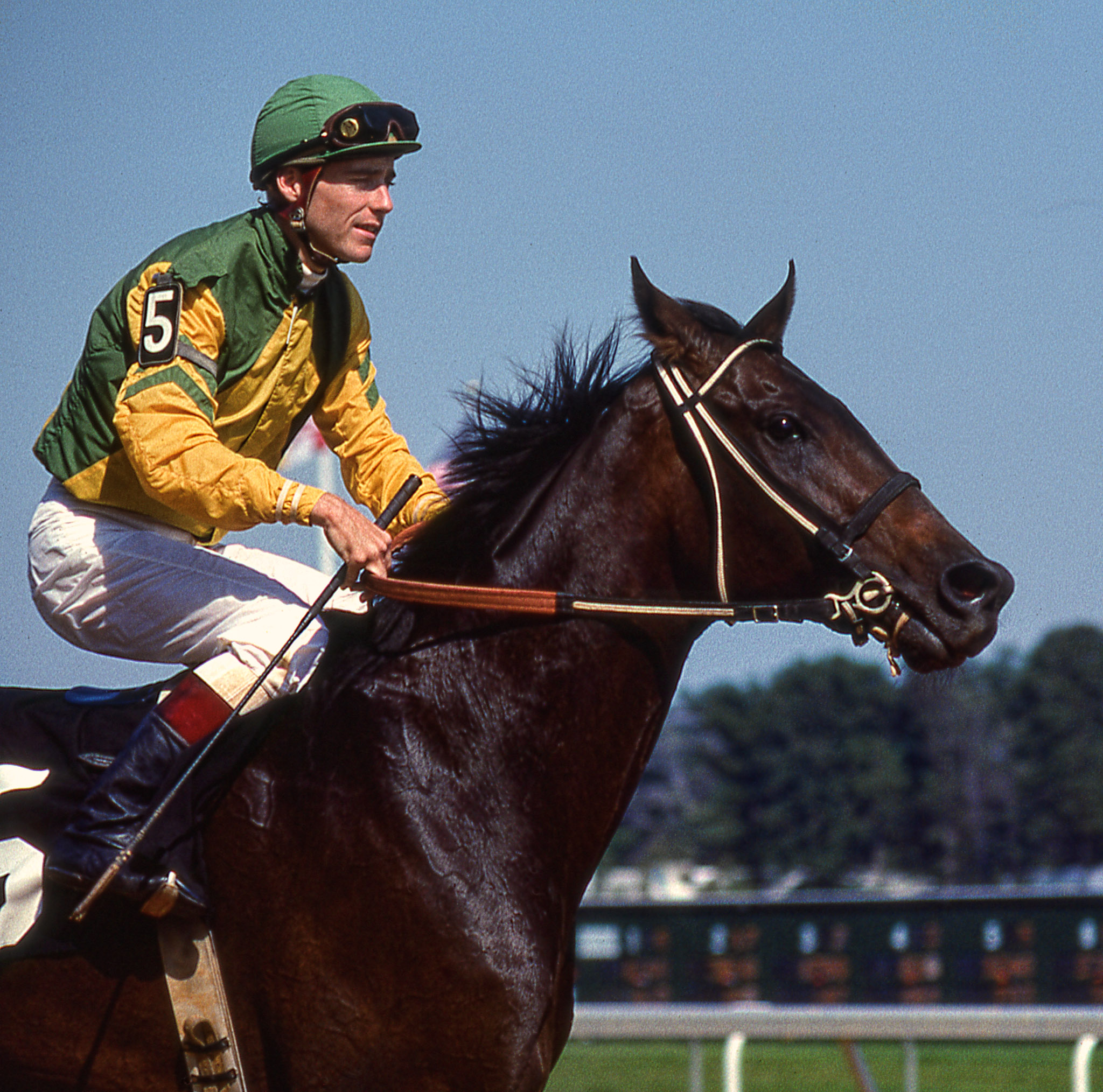
Caballo de carreras.

En los caballos de carreras se busca equilibrio y velocidad, mientras que el carácter o temperamento del animal queda en segundo plano. Los caballos de carrera son a menudo de la raza Purasangre, pero pueden ser de otras razas, como Cuarto de milla, Akhal Teke y otras. Los Caballos de rendimiento superior suelen ser de mayor valor económico y posteriormente son vendidos como sementales (padrillos) y las hembras como yeguas madres.

### Purasangre
Hay tres caballos sementales fundadores a los que todos los purasangre se remontan en la línea masculina: el Darley Arabian, el Godolphin Arabian y el Byerley Turk, llamados así en honor a sus respectivos propietarios Thomas Darley, Lord Godolphin y el capitán Robert Byerly. Fueron llevados a Inglaterra, donde fueron criados con yeguas de linajes ingleses e importados. Los potros resultantes fueron la primera generación de purasangres, y todos los purasangres modernos son sus descendientes. Los purasangres varían en altura, que se mide en manos (una mano mide cuatro pulgadas). Algunos tienen tan solo 15 manos, mientras que otros tienen más de 17. Los purasangre pueden recorrer distancias medias a ritmos rápidos, lo que requiere un equilibrio entre velocidad y resistencia. Los pura sangre pueden ser castaños, negros, castaños/castaños oscuros, castaños, grises, ruanos, blancos o palomino. En la raza Pura Sangre no se permite la inseminación artificial, la clonación ni la transferencia de embriones. 

### Standardbred
La standardbreed es una raza de caballos que se utiliza para diversos fines, pero se crían principalmente para carreras de trineos. Descienden de purasangres, morgans y razas extintas. Los potros de raza estándar suelen ser dóciles y fáciles de manejar. No se asustan fácilmente y son bastante versátiles en lo que pueden hacer. Pueden ser caballos de saltador, de doma y de placer.

### Caballo árabe
El caballo árabe fue desarrollado por los beduinos del oeste de Asia específicamente para tener resistencia en largas distancias, de modo que pudieran dejar atrás a sus enemigos. No fue hasta 1725 que los primeros caballos árabes llegaron a América del Norte, y no fue hasta la época de la Guerra Civil que fueron criados como razas puras. Hasta la formación del Registro de Caballos Árabes de América en 1908, los caballos árabes estaban registrados en el Jockey Club en una subsección separada de los purasangre.
Los caballos árabes deben poder soportar recorrer largas distancias a un ritmo moderado. Tienen una gran cantidad de fibras musculares tipo I, lo que permite que sus músculos trabajen durante largos períodos de tiempo. Además, los músculos del caballo árabe no son tan masivos como los del Cuarto de Milla, lo que le permite viajar distancias más largas a velocidades más rápidas. El caballo árabe se utiliza hoy en día principalmente en carreras de resistencia , pero también se corre en pistas de carreras tradicionales en muchos países.
Las carreras de caballos árabes se rigen por la Federación Internacional de Carreras de Caballos Árabes. 

## Hipódromos
Las carreras ocurren en pistas de vuelta cerrada, conocidos también por hipódromos, por lo general óvalos o, más raras, triángulos.
También hay pistas abiertas, como para cuadreras. El piso es de arena o césped. Además de las pistas los hipódromos poseen tribunas con vista panorámica de las carreras para los aficionados y ventanillas para venta de apuestas.

## Carreras
Las carreras son por lo general en galope, con saltos (steeplechase) o no (galope plano). Hay menos comunes, como las carreras de trote. Los caballos pueden moverse en la pista en sentido de las agujas del reloj (sentido horario) o al revés (sentido antihorario), y este estilo de carrera y la forma de desenvolverse varía de un país o de una región a otra. Las carreras pueden ser comunes o clásicos de distintas categorías, siendo las de Grupo I o Grandes Premios las pruebas más importantes y las que distinguen a las organizaciones y los hipódromos que las promocionan. Las distancias de las carreras varían entre los 400 metros (cuarto de milla) y los 4000 metros, pero a menudo las pruebas comunes se quedan entre 1000 metros (un kilómetro) y 1600 metros (una milla), y los Grandes Premios entre 1600 metros y 2500 metros.
Un ejemplo entre los Grandes Premios es el Gran Premio Latinoamericano, Grado I, sobre 2000 metros.

## Jockeys
Jockey es la denominación del jinete de carreras de caballos, aunque se pueda llamar por la denominación general de «jinete» (que involucra a los jinetes de equitación). Entre los jockeys sudamericanos famosos pueden citarse a José Santos, Irineo Leguisamo, Vilmar Sanguinetti, Marina Lezcano, Jorge Valdivieso, Pablo Falero, Jorge Ricardo y Juan José Paulé

## Entrenadores
Los entrenadores de caballos hacen el mantenimiento del caballo, además del entrenamiento, o sea son quienes los preparan para las carreras. También son los encargados de seleccionar las carreras más adecuadas en las que debe competir cada caballo, teniendo en cuenta las aptitudes del equino. A cambio, reciben del dueño del caballo una contra prestación, normalmente fija a la que se añade un porcentaje de las ganancias. Algunos entrenadores famosos: Francisco Maschio, Julio Félix Penna, Juan Bianchi.

## Entrenamiento

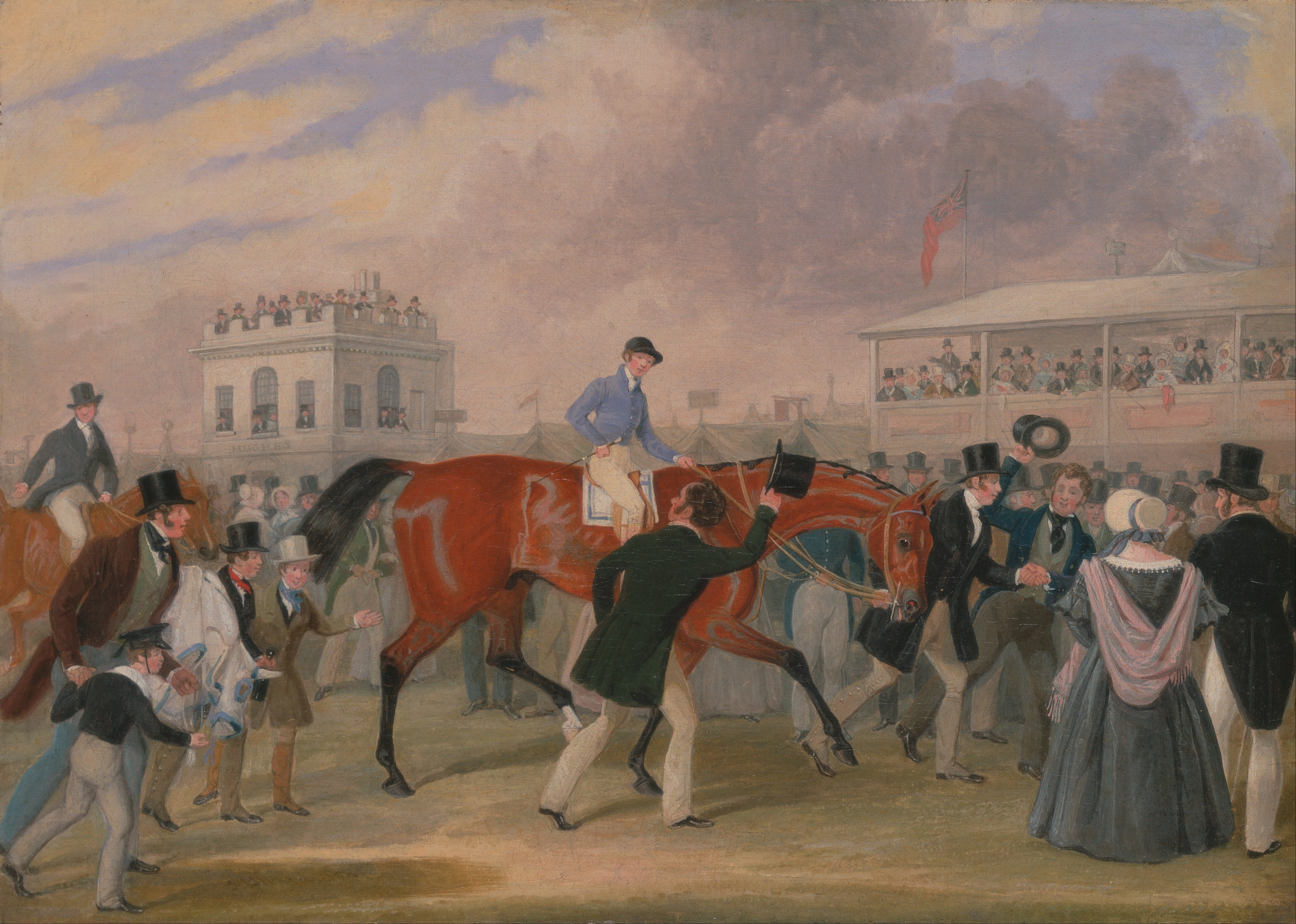
El Derby Mascotas - El ganador; pintura de James Pollard, c. 1840.

El programa de acondicionamiento de los caballos varía en función de la duración de la carrera. La genética, el entrenamiento, la edad y la salud del esqueleto son factores que contribuyen al rendimiento de un caballo. La estructura muscular y el tipo de fibra de los caballos dependen de la raza; por lo tanto, hay que tener en cuenta la genética a la hora de elaborar un plan de acondicionamiento. El plan de acondicionamiento de un caballo debe coordinarse adecuadamente para evitar lesiones o cojeras. Si éstas se producen, pueden afectar negativamente a la disposición del caballo para aprender. Los ejercicios de sprint son apropiados para el entrenamiento de caballos de carreras de dos años, pero el número está limitado por factores psicológicos, así como físicos. El sistema esquelético de un caballo se adapta al ejercicio que recibe. Dado que el sistema óseo no alcanza su plena madurez hasta que el caballo tiene al menos seis años de edad, los caballos de carreras jóvenes suelen sufrir lesiones.

## Apuestas
Las apuestas son el principal medio de sustentación del turf, lo que hace distinguirlas de otros deportes hípicos. Las posibles apuestas en una carrera son: a ganador, a segundo, a tercero, imperfecta,  exacta, trifecta y cuatrifecta.
Los hipódromos típicamente realizan un sistema de apuestas mutuas, en el que el dinero apostado por todos los espectadores se coloca en una bolsa común.

## Retrospectos y su importancia
La utilización de retrospectos se ha convertido en una herramienta esencial para los aficionados al turf que buscan maximizar sus posibilidades de éxito en el emocionante mundo de las carreras de caballos. 
Estos análisis retrospectivos no solo complementan la emoción de las apuestas, sino que también enriquecen la experiencia de los espectadores al proporcionar una comprensión más profunda del rendimiento pasado de los competidores en la pista.